# Милка
 Тази статия е за търговската марка.  За резервата в България вижте Милка (резерват).  
Милка (на немски: Milka) е известна марка шоколадови изделия, която от 2012 година се произвежда от Mondelēz International (преди: Kraft Foods). Продава се в стандартната форма и опаковка за шоколад, но и в разнообразие от други форми, включително специални коледни и великденски такива.

## История
На 17 ноември 1825 г., швейцарският шоколаден майстор Филип Сюшар (на френски: Philippe Suchard, 1797 – 1884), отваря собствена сладкарница в Ньошател, където продава десерт собствено производство, наречен „chocolat fin de sa fabrique“ и започва масовото производство на шоколадите през следващата година.
През 1901 година компания Сушард регистрира името на марката Милка. Според официалния интернет сайт на марката, името е комбинация от думите „MILch“ и „KAkao“, които са немските думи за „мляко“ и „какао“ – основните съставки на шоколада. В същото време хърватски източници твърдят, че името е резултат на адмирацията на Сюшар към Милка Тернина (1863 – 1941) известна оперна певица по онова време.
Шоколадовите десерти от марката са в опаковки с характерен лилав цвят.
През 1970 година компанията Сушард се слива с Tobler и така се появява Interfood. Сливането с Jacobs Coffee Company през 1982 година създава Якобс Сушард. Крафт Фуудс придобива по-голямата част от Якобс Сушард, включително Милка, през 1990 година и прави характерната лилава опаковка законна част от марката в рамките на Европа. През октомври 2012 г. бизнесът на Kraft, свързан с храни и десерти (сред които е и Милка), се превръщат в Mondelēz International.

## Реклама и талисман
Освен характерния лилав цвят и лого, марката има добре и познат символ-талисман – лилава крава, с бели шарки и бяла глава. Още на опаковката през 1901 година е изобразена крава, която се появява и на билборд реклами от 1950 година нататък.
Първата рекламна кампания, включваща жива, боядисана в лилаво крава, е дело на агенция Young & Rubicam през 1972 година.
Днес кравата Милка носи и камбана, завързана за врата си, и обикновено е показвана сред алпийски планини или поляни.

## Производство – локации
Днес шоколадите се произвеждат на множество локации, включително в:
- Льоррах, Германия
- Блуденц, Австрия
- Белград, Сърбия
- Своге, България
- Братислава, Словакия
- Брашов, Румъния
- Куритиба, Бразилия
- Янковице, Полша
- Тростянец, Украйна
- Белгия
- Аржентина
- Чикаго, САЩ

## Продукти
Милка се продава в различни форми и вкусове, които се предлагат в различни страни.

### Шоколади
- Алпийско мляко – млечен шоколад
- Лешник – млечен шоколад с парченца лешник
- Milka & Oreo – млечен шоколад с парченца „Oreo“
- Ягодов йогурт – млечен шоколад с ягодов пълнеж
- Бъбли – лек млечен шоколад с „шоко балончета“
- Бъбли бял – лек млечен шоколад с „шоко балончета“ от бял шоколад
- Milka & Лу – млечен шоколад с мини бисквити „Lu“
- Карамел – млечен шоколад с карамел
- Цели лешници – млечен шоколад с цели лешници
- Бял шоколад
- Малинов крем – млечен шоколад със сметана и крем малина
- Milka & Tuc – млечен шоколад с мини бисквити „Тук“
- Лешници и стафиди – млечен шоколад със стафиди и парченца лешник
- Noisette – шоколад с лешников крем
- Milka & Chips Ahoy! – млечен шоколад с пълнеж от бисквитено тесто „Chips Ahoy!“
- Хрупкав йогурт – млечен шоколад с пълнеж от йогурт и хрупкави ядки
- Царевица и шоколад завинаги – млечен шоколад с парченца царевичен чипс
- Брецелите обичат шоколад – млечен шоколад с парченца брецели
- Целуни ме! – млечен шоколад с портокалов пълнеж
- Обичай ме! – млечен шоколад с пълнеж от сливи
- Прегърни ме! – млечен шоколад с пълнеж от круши
- Карамелено удоволствие – млечен шоколад с карамелов пълнеж и лешници
- Шоко & кекс – млечен шоколад с шоколадов крем, ванилов крем и бисквити

### Бисквити
- Cake & Choc – пухкави пасти с шоколадов пълнеж
- Choco Twist – пухкави пасти с шоколадови парченца
- Choco MoOoO – бисквити с шоколад във формата на кравички
- Choco Minis – мини шоколадови бисквити с млечен пълнеж
- Choco Lila Stix – шоколадови пръчици

### Бонбони
- I Love Milka – шоколадови бонбони
- Crispello – различни видове бонбони с пълнеж от шоколадов или ванилов пудинг
- Schoko Drops – малки бонбони с шоколадов пълнеж